# ساوت پس سیتی (ویومینگ)
ساوت پس سیتی (به انگلیسی: South Pass City) یک منطقهٔ مسکونی در ایالات متحده آمریکا است که در وایومینگ واقع شده‌است.